# Max-Hellmuth Ostermann
Max-Hellmuth Ostermann (Hamburgo, 11 de dezembro de 1917 — Amossovo, 9 de agosto de 1942) foi um ás da aviação alemão durante a Segunda Guerra Mundial. Ele foi creditado 102 aeronaves reivindicadas em mais de 300 missões de combate. A maioria de suas vitórias foram reivindicadas na Frente Oriental, com oito reivindicações sobre a Frente Ocidental e uma sobre Belgrado. Ostermann era de estatura tão baixa que blocos de madeira tinham que ser presos aos pedais do leme para que ele se envolvesse em combate aéreo de curvas fechadas.
Nascido em Hamburgo, Ostermann ingressou no serviço militar da Luftwaffe em 1937 e foi treinado como piloto. Após um breve período com a Zerstörergeschwader 1 (ZG 1), uma unidade de caças pesados, ele foi transferido para a Jagdgeschwader 54 (JG 54). Ele participou da Batalha da França e da Grã-Bretanha antes de se transferir para o leste. Ele se tornou o sexto piloto de caça na história da aviação a alcançar 100 vitórias aéreas na Frente Oriental, pelas quais foi premiado com a Cruz de Cavaleiro da Cruz de Ferro com Folhas de Carvalho e Espadas. Ele foi morto em combate aéreo com caças soviéticos a sudeste do Lago Ilmen em 9 de agosto de 1942.

## Início da vida e carreira
Max-Hellmuth Ostermann nasceu em 11 de dezembro de 1917 em Hamburgo. Seu pai era um funcionário público no departamento de justiça. Ostermann ingressou na Luftwaffe como Fahnenjunker (cadete oficial) em março de 1937, depois de receber seu Abitur (diploma)—os exames finais que os alunos fazem no final do ensino médio. Sua primeira missão foi com o I. Gruppe (1.º grupo) da Zerstörergeschwader 1 (ZG 1) pilotando o Messerschmitt Bf 110 e participou da Invasão da Polônia em 1939. Em janeiro de 1940, o Hauptmann (capitão) Wolfgang Falck assumiu o comando do I./ZG 1. Falck chegou à opinião de que o Bf 110 era um pouco grande demais para Ostermann e o transferiu para o Messerschmitt Bf 109 equipado no I./Jagdgeschwader 21 (JG 21) em 7 de abril de 1940. O JG 21 na época estava baseado em Mönchengladbach e era subordinado ao Oberstleutnant (tenente-coronel) Max Ibel, o Geschwaderkommodore (comandante de ala) da Jagdgeschwader 27.
Ele reivindicou sua primeira de duas vitórias aéreas na Batalha da França em 20 de maio de 1940. Ostermann foi nomeado comandante de um Rotte, uma formação de duas aeronaves, com o Unteroffizier Fritz Marcks como seu ala. O Schwarm (esquadrilha) liderado pelo Oberleutnant (primeiro-tenente) Günther Scholz enfrentou oito caças franceses Morane-Saulnier M.S.406 perto de Amiens com Ostermann, Marcks e Scholz reivindicando um cada. Sua segunda vitória aérea foi conseguida sobre um Curtiss Hawk-75 em 26 de maio de 1940. Em uma passagem frontal ao tiro, dois projéteis de 20 mm arrancaram grandes partes da cauda da aeronave, que colidiu com a asa de estibordo de Osterrmann. O piloto francês foi observado saindo com Ostermann conseguindo fazer um pouso seguro
Quando o I./JG 21 foi ordenado para a área costeira do Canal da Mancha, o Gruppe foi redesignado III./Jagdgeschwader 54 (JG 54). A terceira vitória aérea de Ostermann em 12 de agosto de 1940 pode ter sido sobre o Tenente de voo Edward Brian Bretherton Smith do Esquadrão N.º 610 da RAF, que abandonou seu Supermarine Spitfire I K9818. Smith foi resgatado do Canal e hospitalizado. Em 8 de outubro de 1940, Ostermann reivindicou sua 7.ª vitória aérea na guerra e a 5.ª da Batalha da Grã-Bretanha. Seu adversário pode ter sido o Sargento Josef František que foi morto voando com o Hurricane Mk. I R4175 do Esquadrão N.º 303 de Caça Polonês perto de Sutton, a oeste de Croydon, na periferia sul de Londres naquele dia. O motivo de seu acidente fatal ainda não está claro. Além da reivindicação de Ostermann, o Leutnant (segundo-tenente) Max Clerico e o Feldwebel (sargento) Fritz Oeltjens  também reivindicaram uma aeronave cada ao mesmo tempo e na mesma localidade. Em 5 de setembro de 1940, o Gruppenkommandeur (comandante do grupo) do III./JG 54 não retornou de uma missão e o Geschwaderkommodore Hannes Trautloft nomeou temporariamente o Oberleutnant Günther Scholz para liderar o Gruppe. A liderança do 7. Staffel (7.º esquadrão) foi preenchida pelo Oberleutnant Hans Ekkehard Bob, que se tornou um dos mentores de Ostermann. Durante uma missão de escolta em 30 de setembro de 1940, Bob e Ostermann reivindicaram um Spitfire abatido cada um. Em troca, o ala de Ostermann foi abatido e fez um pouso forçado em Bexhill. Ele transmitiu por rádio a seus colegas pilotos: "Spinat vier meldet sich ab nach Kanada—Espinafre 4 chega ao Canadá".
Sua vitória aérea em 20 de outubro de 1940 sobre um Spitfire do Esquadrão N.º 74 da RAF foi sua sexta—sua oitava geral—vitória sobre os caças da Força Aérea Real (RAF) e sua última durante a Batalha da Grã-Bretanha. No dia seguinte, o III./JG 54 foi instruído a se mudar. Cinco meses depois, após uma longa pausa de combate, o JG 54 foi movido para o sudeste para combater o golpe de estado pró-britânico em Belgrado, na Iugoslávia. Ele reivindicou sua nona vitória sobre um Messerschmitt Bf 109E-3 da Real Força Aérea Jugoslava, pilotado por Karlo Štrebenk que foi morto, em 6 de abril de 1941 sobre Belgrado durante a Campanha dos Balcãs.

## Frente Oriental
Em 23 de junho de 1941, durante a fase de abertura da Operação Barbarossa, a invasão alemã da União Soviética, Ostermann, em uma missão de caça livre no espaço aéreo lituano ao norte de Kaunas, interceptou uma formação de nove Tupolev SB das quais reivindicou duas. Ostermann sobreviveu a um pouso forçado após o combate com mais SBs no sudeste da Letônia em 26 de junho. Em 5 de julho, ele reivindicou três bombardeiros soviéticos SB-3 em combate sobre o rio Velikaya em Ostrov. Ele reivindicou sua 19.ª e 20.ª vitória aérea em 6 de julho na mesma área de combate. Na Frente Oriental, ele reivindicou a milésima vitória do JG 54 na guerra em 1.º de agosto de 1941. Ele se tornou o oitavo membro do JG 54 a receber a Cruz de Cavaleiro da Cruz de Ferro (Ritterkreuz des Eisernen Kreuzes) em 4 de setembro de 1941 após 29 vitórias aéreas. O prêmio foi entregue em 10 de setembro de 1941 em Dno pelo Generaloberst (coronel-general) Alfred Keller. Ele reivindicou sua 50.ª vitória aérea em 9 de janeiro de 1942, a 60.ª em 28 de janeiro de 1942 e a 70.ª em 19 de fevereiro de 1942. Após esta série de vitórias aéreas, Ostermann foi enviado de licença. O motivo de sua licença foi que ele queria se casar. De volta para casa, a caminho de sua cerimônia de casamento, Ostermann foi preso e colocado na cadeia. Um policial alemão havia presumido que Ostermann, com suas feições infantis, era na verdade um colegial que estava pregando uma peça e vestindo ilegalmente um uniforme da Luftwaffe e condecorações militares. As consequências sofridas pelo policial por seu mau julgamento permanecem desconhecidas.
Depois de receber a Cruz de Cavaleiro da Cruz de Ferro com Folhas de Carvalho (Ritterkreuz des Eisernen Kreuzes mit Eichenlaub) por 62 vitórias aéreas em 12 de março de 1942, foi nomeado Staffelkapitän (líder de esquadrão) do 8./JG 54 (8.° esquadrão). Sua 80.ª e 81.ª vitória aérea foram conquistadas em 19 de março de 1942, seguidas pelas vitórias número 89 e 90 em 27 de abril de 1942. Ostermann reivindicou sua 100.ª vitória aérea em 12 de maio de 1942, o segundo piloto do JG 54—Hans Philippfoi o primeiro e sexto no geral a atingir a marca centenária, embora no mesmo combate seu Bf 109F-4 tenha sido atingido e danificado. O próprio Ostermann foi atingido no braço direito e na parte superior da coxa. Embora gravemente ferido, ele conseguiu retornar ao seu aeródromo de origem. Cinco dias depois, enquanto no hospital, ele foi premiado com a Cruz de Cavaleiro da Cruz de Ferro com Folhas de Carvalho e Espadas (Ritterkreuz des Eisernen Kreuzes mit Eichenlaub und Schwertern). O prêmio foi entregue no Führerhauptquartier, o Wolfsschanze em Rastenburg, no dia 28 e 29 de junho de 1942.
Ostermann foi morto em ação em 9 de agosto de 1942, muito atrás das linhas soviéticas a leste do Lago Ilmen. Ele e seu ala Unteroffizier Heinrich Bosnin estavam voando a uma altitude de 1 000 metros (3 300 pé) quando avistaram uma formação de nove Curtiss P-40. Ostermann derrubou o P-40 traseiro. Os dois estavam se reformando para fazer um segundo ataque quando eles mesmos foram atacados por trás por um grupo de combatentes soviéticos emergindo da cobertura de nuvens quebradas. O Bf 109 G-2 de Ostermann (Werknummer 10438—número de fábrica) foi atingido no cockpit pelo Starshiy Leytenant (primeiro-tenente) Arkady Ivanovich Sukov voando em um LaGG-3 do 41 IAP's (41.º Regimento de Aviação de Caça). A aeronave capotou e colidiu com a borda de um pequeno bosque. Depois de Werner Mölders e Leopold Steinbatz, Ostermann foi o terceiro dos 45 destinatários da Cruz de Cavaleiro da Cruz de Ferro com Folhas de Carvalho e Espadas a morrer na Segunda Guerra Mundial. Isso fez dele o primeiro destinatário de Espadas a ser perdido em combate aéreo, já que a morte de Mölders foi acidental e Steinbatz só havia recebido as Folhas de Carvalho antes de morrer.

## Condecorações
- Cruz de Ferro (1939)
  - 2ª classe (31 de maio de 1940)[28]
  - 1ª classe (1940)[28]
- Distintivo de Ferido em Preto[3]
- Distintivo de Voo do Fronte da Luftwaffe em Ouro com Flâmula "300"[3]
- Distintivo de Piloto/Observador[3]
- Cruz de Cavaleiro da Cruz de Ferro (4 de setembro de 1941) como Leutnant e piloto no 7./JG 54[29][30]
  - 81ª Folhas de Carvalho (12 de março de 1942) como Oberleutnant e Staffelkapitän do 7./JG 54[29][31]
  - 10ª Espadas (17 de maio de 1942) como Oberleutnant e Staffelkapitän do 7./Jagdgeschwader 54[29][32]
- Mencionado no Wehrmachtbericht (24 de abril de 1942, 7 de maio dce 1942, 14 de maio de 1942 e 14 de agosto de 1942)